# 무작위 대조 시험

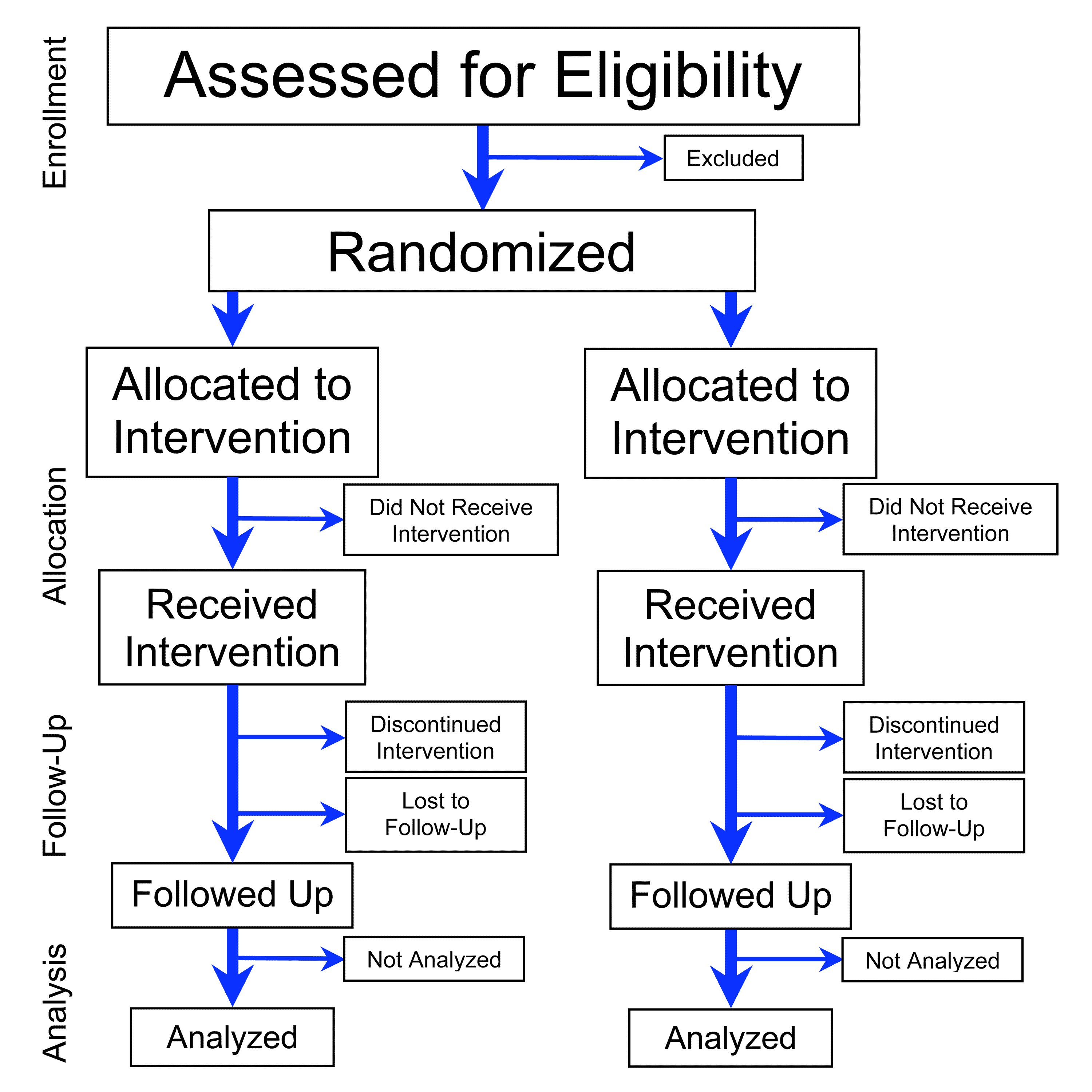
CONSORT(통합 표준)에서 수정된 두 그룹의 병렬 무작위 시험(대조 시험에서는 중재 중 하나가 대조군 역할을 함)의 4단계(등록, 할당, 개입, 추적 및 데이터 분석)의 흐름도 보고 재판의) 2010 성명서

무작위 대조 시험(randomized controlled trial, randomized control trial, RCT)은 직접적인 실험 통제 대상이 아닌 요인을 제어하는 데 사용되는 과학 실험의 한 형태이다. RCT의 예로는 약물, 수술 기법, 의료 기기, 진단 절차, 식이 요법 또는 기타 의학적 치료의 효과를 비교하는 임상 시험이 있다.
RCT에 등록하는 참가자는 연구 결과에 영향을 미칠 수 있지만 직접적으로 통제할 수 없는 알려진 방식과 알려지지 않은 방식이 서로 다르다. RCT는 비교된 치료법 중에서 참가자를 무작위로 할당함으로써 이러한 영향을 통계적으로 제어할 수 있다. 잘 설계되고, 적절하게 수행되고, 충분한 참가자를 등록한다면 RCT는 이러한 교란 요인을 충분히 제어하여 연구된 치료법의 유용한 비교를 제공할 수 있다.

## 같이 보기
- 의약품 개발
- 가설 검정
- 맹검법
- 통계적 추론
- 코호트 연구
- 사례 대조 연구